# Polygonum vacciniifolium
Polygonum vacciniifolium là một loài thực vật có hoa trong họ Rau răm. Loài này được Wall. ex Meisn. miêu tả khoa học đầu tiên năm 1832.